# Argentina i olympiska vinterspelen 1998
Argentina deltog i olympiska vinterspelen 1998. Argentinas trupp bestod av två idrottare varav en var man och en var kvinna. 

## Resultat

### Alpin skidåkning
- Störtlopp damer
  - Carola Calello - 34
- Super-G damer
  - Carola Calello - 41
- Storslalom damer
  - Carola Calello - ?
- Slalom damer
  - Carola Calello - 25
- Kombinerad damer
  - Carola Calello - 19

### Snowboard
- Storslalom herrar
  - Mariano López - 21